# Krzysztof Bobiński
Krzysztof Adam Bobiński (ur. 1949) – polski dziennikarz i publicysta, działacz społeczny.

## Życiorys
Urodził się w rodzinie polskich kombatantów, którzy pozostali na emigracji w Wielkiej Brytanii. Ukończył historię na Uniwersytecie Oksfordzkim, studiował także w Londynie. Przyjechał do Polski, gdzie został warszawskim korespondentem „Financial Times” (był nim w latach 1976–2000). Pracował także dla „Washington Post” oraz BBC. W 1989 znajdował się w grupie dziennikarzy relacjonujących obrady Okrągłego Stołu.
Później został pracownikiem Polskiego Instytutu Spraw Międzynarodowych (PISM). Wydawał przez kilka lat periodyk „Unia&Polska”. Zajmuje stanowisko prezesa zarządu Fundacji „Unia & Polska”, publikuje m.in. w „European Voice”. Był zaangażowany w negocjacje akcesyjne Polski z Unią Europejską, a także w kampanię referendalną z 2003.
W 2004 bez powodzenia kandydował do Parlamentu Europejskiego jako lider mazowieckiej listy Platformy Obywatelskiej. Pięć lat później mandat europosła z ramienia PO uzyskała jego żona Lena Kolarska-Bobińska.

## Odznaczenia
W 2013 postanowieniem prezydenta Bronisława Komorowskiego, za wybitne zasługi we wspieraniu przemian demokratycznych w Polsce, za dawanie świadectwa prawdzie o sytuacji w Polsce w czasie stanu wojennego, za osiągnięcia w działalności dziennikarskiej, został odznaczony Krzyżem Kawalerskim Orderu Odrodzenia Polski. W 2005 wyróżniony Złotym Krzyżem Zasługi.